# アボガドロ石
アボガドロ石またはアボガドライト(Avogadrite, (K,Cs)BF4)は、カリウム-セシウムのテトラフルオロホウ酸塩からなるハロゲン化鉱物である。直方晶系の結晶（空間群 Pnma)であり、格子定数は、a = 8.66 A、b = 5.48 A、c = 7.03 Aである。

## 歴史
イタリアの鉱物学者フェルッチョ・ザンボニーニが1926年に発見した。彼は、ヴェスヴィオ近くの火山の噴気孔やリーパリ島由来のいくつかのサンプルを分析し、イタリアの化学者アメデオ・アヴォガドロに因んで命名した。天然では、火山の噴気孔の周りの火山昇華物としてのみ見られる。